# Всё сначала
«Всё сначала» — третий студийный альбом группы Воскресение, выпущенный в 2001 году. Является перезаписью песен с первых двух альбомов и композиций, записанных Алексеем Романовым совместно с группой «СВ».

## История записи
В 2000 году было решено записать четыре лучших песни для ротации на радио. Затем музыкантов группы посетила мысль сделать полноценный альбом. Фактически это «The Best по заявкам слушателей».
Алексей Романов: «Мы брались за эту работу с известной долей внутреннего содрогания. Потому что в который раз опять на те же грабли… Опять на студию с тем же материалом… Просто в какой-то момент мы поняли, что это должно быть сделано. Взялись за эту работу, и, мне кажется, у нас все получилось».
Евгений Маргулис: «Я прослушал альбом с удовольствием. Мне не стыдно за эту работу».
Андрей Сапунов: «Мы прекрасно понимали, что будут всевозможные упреки со стороны, что начнут сравнивать, что было тогда и что сейчас. Я, например, не знаю, как лучше, — сейчас или раньше. Но думаю, что если звучит более качественно, то это хорошо. И я рад, что те, кто не был знаком с этим раньше, смогут послушать песни именно в таком качестве. Нам очень нравится играть на концертах, и, думаю, нам удалось немного перенести атмосферу концерта на пластинку. Конечно, поскольку она записывалась в студии, она получилась в большей мере академичной, но там присутствуют элементы концертного звучания. Можно было сделать ещё лучше, но получилось так, как получилось».
Заглавная песня «Всё сначала» была записана в 1994 году, звукорежиссёры — Александр Кузьмичёв и Дмитрий Бухаров. Сведение — Александр Кузьмичёв и Воскресение. Все остальные песни были записаны в 2000—2001 годах.
Песни 1, 2, 3, 6, 7, 8, 9, 10, 11 записаны в студии Театра на Таганке, звукорежиссёр, сведение и мастеринг — Андрей Старков и Воскресение. Песни 4, 5, 12, 14 записаны в студии Андрея Бочко, звукорежиссёр, сведение — Сергей Большаков и Воскресение.
Всего в студии было записано 14 песен. Остальные 2 трека — «Радуюсь» и «В жизни, как в тёмной чаще» взяты с концерта «Мы вас любим» и включены в подарочное издание 2001 года как дополнительные композиции и в переиздание 2009 года, куда бонусами также добавлены «Научи меня жить» (версия 2006 года, студия SNS, звукорежиссёр, сведение и мастеринг — Игорь Клименков) и «Сколько было звезд, упавших с небосклона» (1979, студия ГИТИСа, звукорежиссёр — Александр Кутиков, запись из архива Александра Агеева).
В 2021 году альбом был переиздан лейблом Bomba Music на двух LP.

## Список композиций
Все песни написаны Алексеем Романовым, кроме (18) — музыка в соавторстве с Евгением Маргулисом.
| №                   | Название                    | Длительность |
| ------------------- | --------------------------- | ------------ |
| 1.                  | «Есть у меня»               | 2:55         |
| 2.                  | «Поезд»                     | 3:01         |
| 3.                  | «Случилось»                 | 4:11         |
| 4.                  | «Когда ты смотришь на меня» | 3:18         |
| 5.                  | «Дело дрянь»                | 5:36         |
| 6.                  | «Сон»                       | 4:52         |
| 7.                  | «Моя последняя любовь»      | 3:46         |
| 8.                  | «Я привык бродить один»     | 4:10         |
| 9.                  | «По дороге разочарований»   | 4:47         |
| 10.                 | «Я ни разу за морем не был» | 3:47         |
| 11.                 | «Баба»                      | 3:48         |
| 12.                 | «Делай своё дело»           | 3:11         |
| 13.                 | «Всё сначала»               | 3:41         |
| 14.                 | «Кто виноват»               | 4:11         |
| Общая длительность: | Общая длительность:         | 55:14        |

| №   | Название                                   | Длительность |
| --- | ------------------------------------------ | ------------ |
| 15. | «Радуюсь»                                  |              |
| 16. | «В жизни как в тёмной чаще»                |              |
| 17. | «Научи меня жить»                          |              |
| 18. | «Сколько было звёзд, упавших с небосклона» |              |

## Участники записи
- Алексей Романов — гитара, вокал
- Андрей Сапунов — гитара, вокал
- Евгений Маргулис — бас-гитара, гитара, вокал
- Михаил Шевяков — ударные, перкуссия
- Михаил Клягин — гитара (3, 6, 9, 11)